# Eugeniusz Kudaj
Eugeniusz Ryszard Kudaj (ur. 6 kwietnia 1922 w Łodzi, zm. 2009) – polski dziennikarz i fotoreporter.

## Życiorys
Podczas okupacji niemieckiej pracował jako robotnik w fabryce broni oraz frezer. W latach 1934–1937 był działaczem Czerwonego Harcerstwa oraz sekretarzem Młodzieży Socjalistycznej Dzielnicy Czerwona. W latach 1938–1939 działał w Komunistycznym Związku Młodzieży Polskiej, zaś od 1943 w Polskiej Partii Robotniczej. Jesienią 1944 został zaangażowany w działalność kontrwywiadu wojskowego Armii Czerwonej „Smiersz”. Następnie został przeniesiony do Milicji Obywatelskiej w Łodzi, gdzie do końca kwietnia 1945 był dowódcą kompanii w Centralnej Szkole Oficerów MO, a także sprawował funkcję zastępcy komendanta na Chojnach oraz działał w Związku Walki Młodych.
Uzyskawszy awans na podporucznika został przeniesiony do Wojewódzkiego Urzędu Bezpieczeństwa Publicznego w Białymstoku. W czerwcu 1945 został szefem Powiatowego Urzędu Bezpieczeństwa Publicznego w Wysokiem Mazowieckiem. Następnie został aresztowany w październiku 1945, w wyniku oskarżeń o współpracę z Armią Krajową oraz przyjęcie łapówki za zwolnienie członka Narodowych Sił Zbrojnych, a także niedopełnienia obowiązku służbowego. W wyniku nowych dowodów, które pojawiły się w trakcie śledztwa, został skazany na 5 lat więzienia za przyjęcie łapówki i zwolnienie z aresztu 27 członków AK. Kara została mu darowana w związku z amnestią. W 1947 wrócił do Łodzi, w 1948 zaś został członkiem PZPR oraz podjął pracę w Urzędzie Skarbowym w Łodzi. W 1949 został wykluczony z partii oraz skazany na 18 miesięcy więzienia, z powodu ostrzeżenia właściciela firmy o prowadzonym przeciwko niemu dochodzeni skarbowym. Od 1951 pracował w Centrali Tekstylnej w Łodzi.
Ukończył studia polonistyczne na Uniwersytecie Łódzkim oraz podjął pracę jako dziennikarz w „Kurierze Popularnym” oraz w tygodniku „Pobudka”. Następnie przez kilka miesięcy pracował w „Dzienniku Łódzkim” oraz współpracował z warszawską „Gazetą Handlową”. Od 1956 do przejścia na emeryturę pracował dla „Expressu Ilustrowanego”, początkowo jako dziennikarz, a następnie głównie jako fotoreporter. Był także prezesem Pracowniczych Ogródków Działkowych na Nowym Rokiciu oraz redaktorem „Życia uczelni: biuletynu informacyjnego Politechniki Łódzkiej”.
Swoje fotografie wystawiał wielokrotnie na wystawach indywidualnych oraz zbiorowych, w tym ogólnopolskich i międzynarodowych. Tematem jego prac było życie codzienne – budowy osiedli, praca robotników, wydarzenia polityczne.

### Życie prywatne
Był synem Antoniny Kudaj i Stanisława Kudaja – tkacza i działacza robotniczego. Miał żonę – Czesławę, z którą miał dwoje dzieci: córkę – Dorotę i syna Krzysztofa.
Pochowany na cmentarzu św. Franciszka w Łodzi (kw. 7, rz. 6, grób 19).

## Wyróżnienia
- II nagroda w Interpress Foto (Budapeszt 1962)[6] – za zdjęcia architektury łódzkiej[4],
- Medal Łódzkiej Wiosny Artystycznej (1971)[8],
- Krzyż Kawalerski Orderu Odrodzenia Polski (1977)[9][10],
- wyróżnienie na World Press Foto (1979)[11],
- Grand Prix w Glasgow za zdjęcia sportowe,
- Wyróżnienia na konkursie w Hongkongu[6],
- Bursztynowy Obiektyw,
- Srebrny Pierścień[4].

## Publikacje
Kudaj E., Zaliński Z., Express-em przez PRL, Łódź: Księży Młyn Dom Wydawniczy Michał Koliński, 2013, ISBN 978-83-7729-099-6